# Oecetis granulosa
Oecetis granulosa är en nattsländeart som beskrevs av Jacquemart 1961. Oecetis granulosa ingår i släktet Oecetis och familjen långhornssländor. Inga underarter finns listade i Catalogue of Life.